# Lolo (Sumatra)
Pour les articles homonymes, voir Lolo.
Lolo est un nagari (village) du kabupaten de Tanah Datar dans la province de Sumatra occidental en Indonésie.

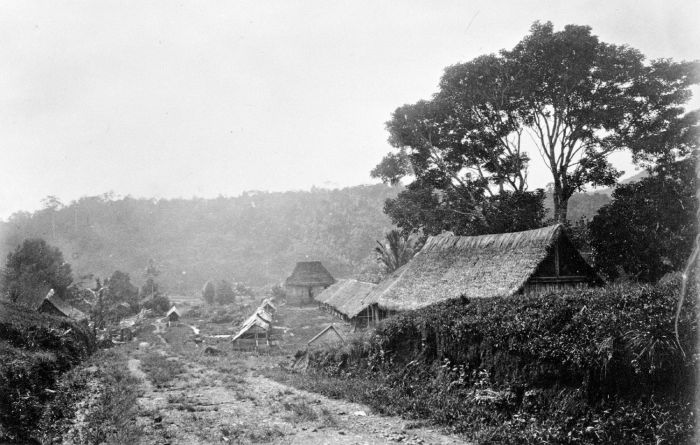
Lolo dans les années 1870

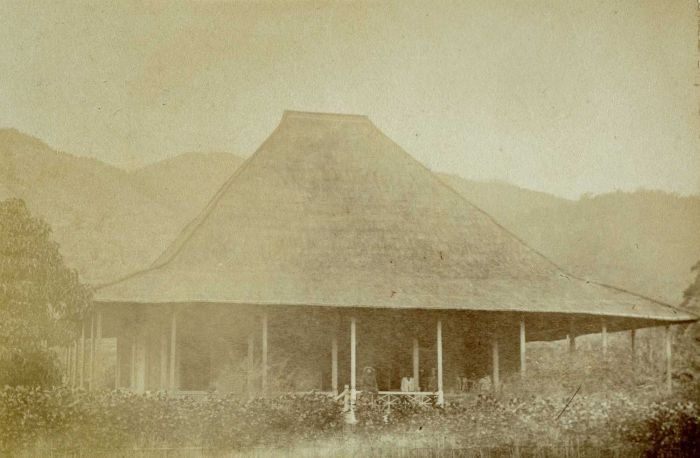
Maison d'un controleur hollandais à Lolo dans les années 1870